# Тьерно Гальван, Энрике
Энри́ке Тье́рно Гальва́н (исп. Enrique Tierno Galván; 8 февраля 1918, Мадрид — 19 января 1986, там же) — испанский политик, профессор, адвокат и эссеист, наиболее известен как мэр Мадрида, с 1979 по 1986 год, в начале нового периода испанской демократии. Его время на должности мэра Мадрида ознаменовалось развитием Мадрида как в административном, так и в социальном плане, а также культурным движением, известным как Movida madrileña.

## Начало карьеры
Будучи членом республиканской фракции, он участвовал в гражданской войне в Испании. После окончания войны продолжил учёбу, защитил кандидатскую диссертацию по юриспруденции и философию. Он занимал должность профессора в университете Мурсии с 1948 по 1953 год и в университете Саламанки с 1953 по 1965 год. После этого уже будучи адвокатом, параллельно работал профессором в Принстонском университете, колледже Брин Маур и университете Пуэрто-Рико в Сан-Хуане.

## Писатель
Написал более 30 книг и перевел такие важные произведения, как «Логико-философский трактат» Людвига Витгенштейна.
В 1978 году он был избран для написания преамбулы к Конституции Испании.

## Политик
В 1968 году Гальван стал основателем Народной социалистической партии (социал-демократов) и возглавлял её до объединения с более крупной Испанской социалистической рабочей партией в 1978 году. В 1977 году избирался в Конгресс депутатов от коалиции, образованной Народной социалистической партией, в 1979 году от ИСРП.

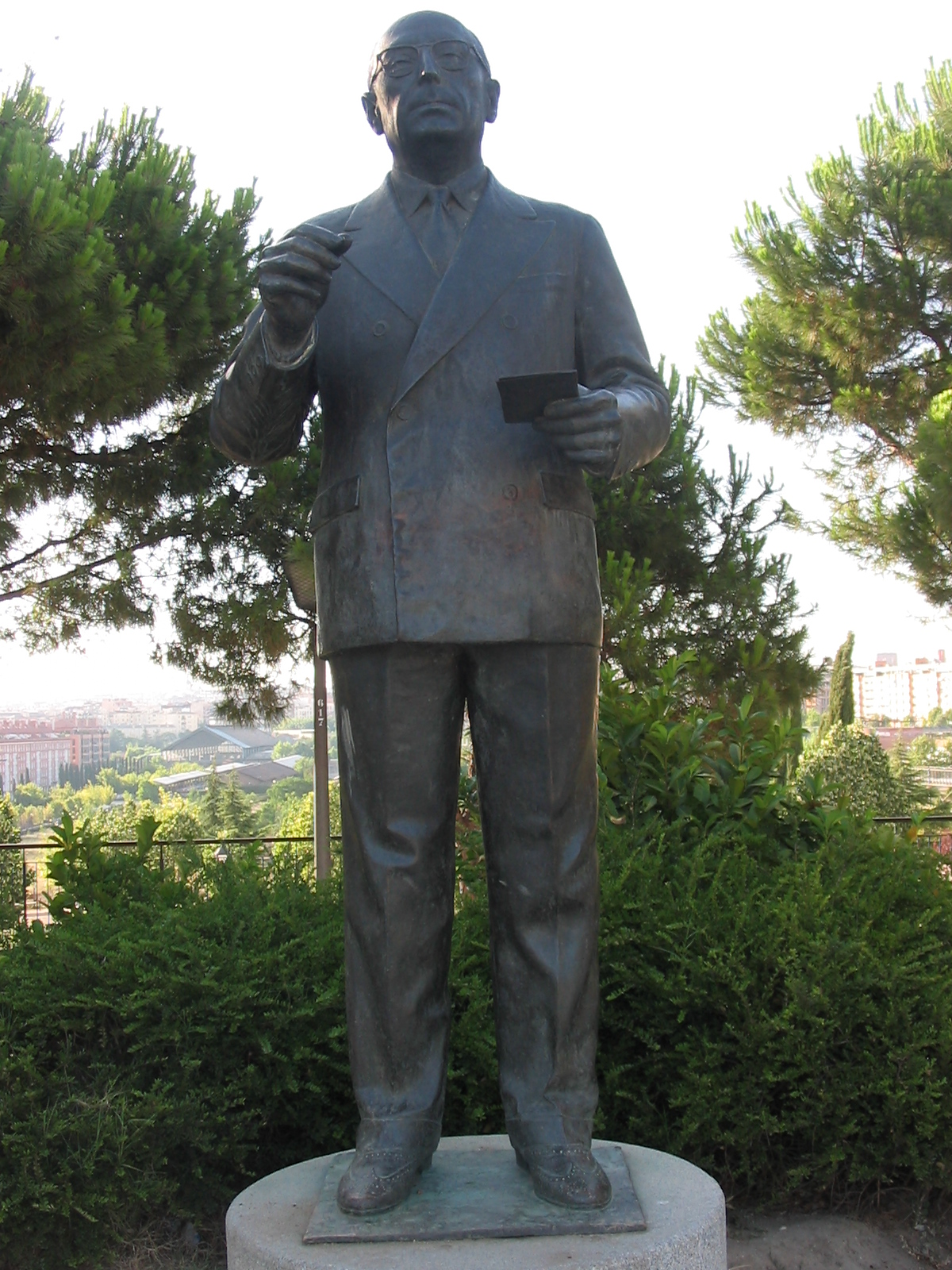
Статуя Тьерно Гальвана в Мадриде, в парке, названном в его честь

3 апреля 1979 года был избран мэром Мадрида, баллотировался от Испанской социалистической рабочей партии. После четырёх десятилетий Франкистской власти в Мадриде он стал первым мэром левых. В 1983 году был переизбран и оставался на своем посту до самой смерти. Будучи мэром Мадрида активно поддерживал культурные изменения в Мовиде Мадрилене/La Movida Madrileña. Он активно содействовал улучшениям и изменениям в городе, таким как: туннели транспорта на железнодорожной станции Аточа, стимулировал появление общественного транспорта, способствовал очистке реки Мансанарес, реорганизовал центарльный рынок города (Меркамадрид) и другие районы Мадрида.

## Сочинения
- Что значит быть агностиком = ¿Qué es ser agnóstico? — М.: Прогресс, 1983. — 127 с.